# Jephan de Villiers
 (janvier 2024).
La mise en forme du texte ne suit pas les recommandations de Wikipédia : il faut le « wikifier ».
Les points d'amélioration suivants sont les cas les plus fréquents. Le détail des points à revoir est peut-être précisé sur la page de discussion.
- Les titres sont pré-formatés par le logiciel. Ils ne sont ni en capitales, ni en gras.
- Le texte ne doit pas être écrit en capitales (les noms de famille non plus), ni en gras, ni en italique, ni en « petit »…
- Le gras n'est utilisé que pour surligner le titre de l'article dans l'introduction, une seule fois.
- L'italique est rarement utilisé : mots en langue étrangère, titres d'œuvres, noms de bateaux, etc.
- Les citations ne sont pas en italique mais en corps de texte normal. Elles sont entourées par des guillemets français : « et ».
- Les listes à puces sont à éviter, des paragraphes rédigés étant largement préférés. Les tableaux sont à réserver à la présentation de données structurées (résultats, etc.).
- Les appels de note de bas de page (petits chiffres en exposant, introduits par l'outil «  Source ») sont à placer entre la fin de phrase et le point final[comme ça].
- Les liens internes (vers d'autres articles de Wikipédia) sont à choisir avec parcimonie. Créez des liens vers des articles approfondissant le sujet. Les termes génériques sans rapport avec le sujet sont à éviter, ainsi que les répétitions de liens vers un même terme.
- Les liens externes sont à placer uniquement dans une section « Liens externes », à la fin de l'article. Ces liens sont à choisir avec parcimonie suivant les règles définies. Si un lien sert de source à l'article, son insertion dans le texte est à faire par les notes de bas de page.
- La présentation des références doit suivre les conventions bibliographiques. Il est recommandé d'utiliser les modèles {{Ouvrage}}, {{Chapitre}}, {{Article}}, {{Lien web}} et/ou {{Bibliographie}}. Le mode d'édition visuel peut mettre en forme automatiquement les références.
- Insérer une infobox (cadre d'informations à droite) n'est pas obligatoire pour parachever la mise en page.

Pour une aide détaillée, merci de consulter Aide:Wikification.
Si vous pensez que ces points ont été résolus, vous pouvez retirer ce bandeau et améliorer la mise en forme d'un autre article.
 (janvier 2024).
 (janvier 2024).
Pour les articles homonymes, voir Villiers.

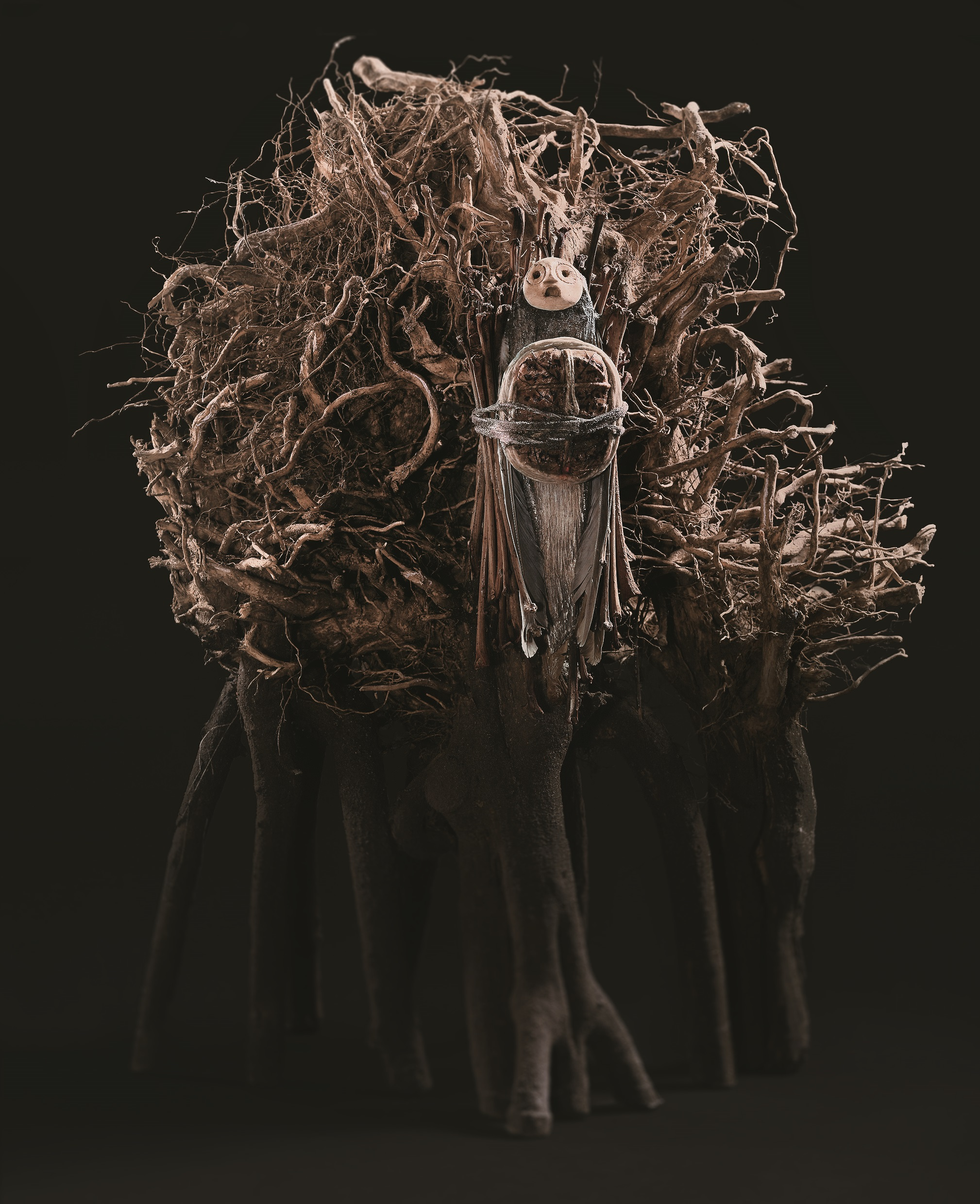
J'ai échangé l'écorce de mon corps contre la peau des arbres et je me sens de plus en plus redevenir forêt. 2006 Mixte média ©Jephan de Villiers

Jephan de Villiers, né Jean-François Le Jolis de Villiers au Chesnay-Rocquencourt le 4 avril 1940, est un sculpteur français.

## Biographie
Vers l'âge de 14 ans, il commence à réaliser d'immenses villages de terre, d'écorces et de feuilles dans le jardin de sa grand-mère près de Versailles. Quelques années plus tard, il remplit de gouaches des coquilles d'œuf et les jette par la fenêtre sur de grands papiers noirs. Il aime le cirque, le théâtre et le mime. Son travail de sculpteur et de poète ne s'arrêtera jamais. Après ses études, il fait son service militaire comme sous-lieutenant de cavalerie en Algérie. Dans les années soixante, il découvre l'atelier reconstitué de Constantin Brancusi. Naissance des "Structures Aquatiales" à Paris en 1966. Un an plus tard, il s'installe à Londres et y expose régulièrement son travail. En 1976, lors d'un voyage à Bruxelles, Jephan de Villiers découvre la forêt de Soignes et ramasse le premier "bois-corps" préfiguration du "Voyage en Arbonie". Dès lors, tout ce qu'il utilise vient de ce monde secret des végétaux tombés sur la terre où ils pourrissent, se perdent et se transforment. Ces racines, ces écorces de bouleau, ces bogues, ramassés au cours de ses promenades en forêt, vont devenir des peuples de nomades, des forêts en marche, des anges chevauchant des ours géants. Ce peuple de bois mort s'avance en longs défilés silencieux, étranges tribus d'un territoire imaginaire.
Des "Fragments de mémoire" ont été déposés à travers le monde.
Depuis 2000, Jephan de Villiers vit et travaille en Charente-Maritime non loin de l'estuaire de la Gironde. En 2005, un espace d'exposition permanente a été inauguré en Haute-Saintonge.

## Philosophie
De nombreux écrivains, poètes et critiques d'art ont écrit sur son travail de sculpteur dont voici quelques extraits:
"Aussi singulier et incomparable que soit son univers, Jephan de Villiers fait partie de cette famille d’artistes que réunit une commune affinité avec la perception archaïque du monde, une commune attirance pour les matières, les techniques, la sensibilité des réalités antérieures, sociétés primitives de la civilisation agricole détrônée par l’industrie, voire tribus paléolithiques des origines. Une nostalgie en somme des époques où l’homme, encore noyé dans la pensée sauvage ou venant tout juste d’inventer l’écriture, semblait faire corps avec son environnement naturel, dont la société des laboratoires, des usines et des bureaux l’a irrémédiablement éloigné depuis. (...)
À l’époque où disparaissent les dernières sociétés primitives, il est significatif que certains artistes éprouvent le besoin d’en réinventer d’autres, purement imaginaires, de magnifier aussi, comme Jephan de Villiers, le microcosme quasi subliminal d’une nature qui ici ou là paraît tomber en ruines, qu’ils s’attachent en somme à recycler dans leurs rêves les fragments des mondes engloutis. Par l’excès même de ses succès technologiques, la révolution industrielle triomphante réactive aujourd’hui la nostalgie des civilisations défuntes et de leurs technologies disparues. Ce n’est pas un hasard si, au moment précis où l’homme accède à l’immortalité de la réalité virtuelle s’impose, symétriquement, le retour symbolique à la terre, aux feuilles et aux racines, comme dans l’univers poétique archaïsant de Jephan de Villiers."          Laurent Danchin, Aux frontières de l'art brut éd. Le livre d'art - col. Mycelium, 2014. Extrait pages 219 à  221 L’Arbonie, une civilisation archaïque imaginaire  (ISBN 978-2-35532-181-8)
"Une œuvre qui nous force à imaginer, qui nous projette vers la précarité de notre humanité, moments fugaces de notre durée. La forêt est source de trésors. Encore faut-il savoir en lire les secrets... artiste à la fois sculpteur, poète et metteur en scène, qui utilise les mousses, plumes, feuilles et "bois-corps" que lui offre la forêt. Ces matériaux nés du vent, de l'humus et des ans lui donnent l'occasion de mettre en parallèle la mémoire de l'homme et la mémoire du bois. Extrait texte, Le peuple sous l'écorce éd. du Rouergue 2007  (ISBN 978-2-8415-6836-9)
"Jephan de Villiers n'arrache, ni ne prend. Tout ce qu'il utilise vient du monde des choses tombées. Des corps végétaux chutent vers la terre, y pourrissent et y meurent. Jephan en ramasse certains. "Ceux qui m'appelle", dit-il. Il les couche près de lui en son atelier, et, un jour, les choisit et "les élève pour la deuxième fois". La première fois, c'est l'arbre qui les porte vers le haut. Puis cela tombe, s'enfuit et se perd, si personne n'y prend garde. Mais qu'on réponde à l'appel, qu'on élise et conserve, faisant confiance au temps, et le petit morceau de forêt trouve son second souffle... " Extrait du texte L'enfant qui portait la forêt sur son dos Caroline Lamarche 2021

## Expositions
Cette bibliographie recense trop d'ouvrages (janvier 2024). Les ouvrages doivent être de « référence » dans le domaine du sujet de l'article. Il peut être souhaitable de les insérer dans une référence et de les enlever de la section « bibliographie ». Il peut être également utile de créer un article bibliographique spécifique.

### Expositions personnelles
- Période Blanche, de 1965 à 1976, entre Paris et Londres
- 1965 Première exposition de peintures Floralies spatiales, Paris France
- 1966 Ron Morgan Gallery, Coventry Grande-Bretagne
- 1967 Première exposition de sculptures Structures Aquatiales, Paris France / Peter Hyde Gallery, Londres Grande-Bretagne
- 1968     Structures Aquatiales  Cathédrale de Coventry, Grande-Bretagne / Kensington Art Gallery, Londres, Grande-Bretagne
- 1969 Université de Reading, Grande-Bretagne / Jeu d'échec Aquatial David Hick Gallery, Londres Grande-Bretagne / Jeu d'échec Aquatial, Galerie André Pacitti, Paris France / Belgrade theatre, Coventry Grande-Bretagne
- 1970 Archer Gallery, Londres Grande-Bretagne
- 1971 Galerie de l'université, Paris France
- 1972 Ron Morgan Gallery, Coventry Grande-Bretagne / Galerie de Sfinx, Amsterdam Hollande
- 1973 Jason Biggs Gallery, Londres Grande-Bretagne / Prudhoe Gallery, Londres Grande-Bretagne
- 1974 Pottergate Gallery, Norwich Grande-Bretagne
- 1975 Sculptures. Les prophètes, Atelier de Londres Grande-Bretagne / Hôtel Selighof, Baden Baden Allemagne / Galerie Temps présent, Bruxelles Belgique
- Période "Voyage en Arbonie", après la découverte de la forêt de Soignes à côté de Bruxelles, Belgique
- 1976 Librairie Galerie obliques, Paris France
- 1978 Galerie Alexandra Monett, Bruxelles Belgique
- 1980 Galerie Alexandra Monett, Bruxelles Belgique
- 1982   Voyage en Arbonie, Galerie Alexandra Monett, Bruxelles Belgique / Galerie Hugo Godderis, Furnes Belgique
- 1983   Fragments de mémoire, L'autre Musée, Bruxelles Belgique
- 1984 Galerie ADG, Gand Belgique
- 1985   Domaine Provincial d'Hélécine   Belgique / Château de Corroy Belgique
- 1986   Cantique à la mémoire d'un arbre, L'autre musée, Bruxelles Belgique / Festival de Patras dans l'église de Patras Grèce / Galerie Hugo Godderis, Furnes Belgique
- 1987   Écritures. Mémoires désancrées, La Vénerie, Bruxelles Belgique / Théâtre de Vidy, Lausanne Suisse
- 1988   La chambre des mémoires, L'autre Musée, Bruxelles Belgique / Maison de la culture du plateau Mont Royal, Montréal Canada
- 1989 Atelier théâtral de Beauvais France / Théâtre des Ateliers de Lyon France
- 1990   Échevinat de l'environnement, Liège Belgique
- 1991   Écritures 1981-1991, L'autre Musée, Bruxelles Belgique / Les bâtons du vent et souvenirs de voyages souterrains, L'autre Musée, Bruxelles Belgique / Livres d'artistes, Galerie Caroline Corre, Paris France / Galerie Sonia Berryes, Bruxelles Belgique
- 1992   Duo avec Christian Dotremont, Château Malou, Bruxelles Belgique / Galerie Caroline Corre, Paris France
- 1993   L'arbre. Abbaye de Maubuisson France / Hôtel de ville de Choisy-le-Roi   France / Fêtes de la Saint Martin, Tourinnes-la-Grosse Belgique / Galerie Winance-Sabbé, Tournai Belgique
- 1994   Cheval de Trois - Camille De Taeye, Maurice Pasternak, Jephan de Villliers, Musée des Beaux-Arts de Mons Belgique  / Galerie Lavignes-Bastille, Paris France / In Vitro.  La Vénerie, Bruxelles Belgique / Galerie Art et Nature, Lyon France
- 1996 Centre d'Art et de Plaisanterie, Montbéliard France / Galerie Béatrice Soulié   France
- 1997   La barque souterraine et les bâtons à mémoire, L'autre Musée, Bruxelles Belgique / Les imprévisibles rencontres. Galerie Béatrice Soulié   France
- Période "Le bord du monde", des plages de Long Island États-Unis aux bords de la Gironde en Charente-Maritime
- 1998   Autour de Jephan de Villiers des enfants et des arbres. Galerie Béatrice Soulié, Paris France / Création de l'Académie cycladique pour l'Europe, ile de Tinos Grèce
- 1999 Galerie Béatrice Soulié, Paris France /  Roseline Koener Art Gallery, New York   États-Unis
- 2000 Galerie Pierre Hallet, Bruxelles Belgique / La Vénerie, Boitsfort Bruxelles Belgique/  Roseline Koener Art Gallery, New York   États-Unis
- 2002   Jephan de Villiers 1980-2000, Halle Saint Pierre, Paris France / Chapelle du Castel Saint Pierre à Beauraing Belgique
- 2003   Métamorphoses nocturnes et porteurs d'automne. Galerie Éphémère, Montigny-le-Tilleul Belgique
- 2004   Mémoire de terre,  Espace d'art contemporain Rur'Art, Rouillé, France / Les reliquaires du bord du monde. Galerie Pierre Hallet, Bruxelles Belgique / Les reliquaires du bord du monde. Galerie Béatrice Soulié, Paris France / Galerie Fort-Art, Tournai Belgique
- 2005   Les reliquaires du bord du monde. Galerie Grand’ Rue, Poitiers France / Maison de la forêt, Montlieu-la-Garde France / Les orgues de mer.  Pôle nature de Vitrezay  France / Bestiaire pour un enfant-roi ; Reliquaires du bord du monde ; Orgues de mer. Les fêtes de la Saint Martin, Tourinnes-la-Grosse Belgique
- 2006   Ours et arbonautes. Nantes France / Galerie Béatrice Soulié, Paris France
- 2007   Le peuple sous l'écorce. Musée des Beaux-Arts Denys-Puech, Rodez
- 2008 Invité d'honneur au dixième rencontre d'artistes à Montmorillon France / Musée du château du Grand Jardin à Joinville  France / Voyage en Arbonie, 1978-2008, Watermael-Boitsfort, Bruxelles Belgique / Source d'encre. Journées européennes du patrimoine, Bruxelles Belgique
- 2009   École des arts appliqués de Troyes France
- 2010   Au travers du temps - Les arches du silence. Galerie 2016, Bruxelles Belgique / Les anges de mer. Pôle nature de Vitrezay   France / Bestioles ou bestiaire pour un enfant-roi.  Médiathèque de Jonzac France / Galerie Béatrice Soulié, Paris France
- 2011   Au travers du temps. Chapelle des Augustins, centre régional de documentation pédagogique, Poitiers France / Galerie Grand’ Rue, Poitiers France
- 2012   Les arches du silence. Scène nationale du Creusot France / Les nomades du silence. Abbaye de Beaulieu-en-Rouergue, Ginals France
- 2013   DUO avec Eric Fourez. Galerie Mgart, Zeebrugge Belgique / Les arches du silence. Musée d'archéologie la Sabline, Lussac les châteaux / Voyage au bord du monde. Médiathèque de Mérignac, Bordeaux France
- 2014   Terre d'Arbonie. Secrets...Commanderie des Antonins, Saint Marc la Lande  France / Galerie Nicaise, Paris France /
- 2015   Jephan de Villiers - Les survivants, Espace Bernard Noël, Laon France / Galerie Béatrice Soulié, Paris France / Duo avec Jacques Keguenne, Galerie MGart, Zeebrugge Belgique
- 2016 Galerie Grand'Rue, Poitiers France
- 2017   Jephan de Villiers, guetteur de mémoire des mondes oubliés. La Maison des douanes, Saint Palais sur mer France / Au travers du temps, les nomades du silence. Musée Georges de Sonneville, Gradignan France / La maison de la forêt, Montlieu-la-Garde France
- 2018   Le signe et la mémoire. Wittockiana, Musée de la Reliure et des Arts du livre, Bruxelles Belgique / Voix et fragilités des monde. Galerie Marie Ange Boucher, Bruxelles Belgique
- 2019   Au travers du temps, les arches du silence. Abbaye de Flaran, Valence-sur-Baïse France
- 2021 Galerie Indigo, Damme Belgique
- 2022   Anges de mer et veilleurs du bord du monde, Phare de Cordouan, Charente-Maritime Gironde France
- 2023   Voix et fragilité des monde, La Tonnellerie de la citadelle de Brouage France / Jephan de Villiers, guetteur de mémoire des mondes oubliés, Galerie Artset Limoge, France
- 2024 Espace Européen pour la sculpture, Bruxelles Belgique / Musée d'art singulier, Montpellier France

### Expositions collectives
- 1970 Plastiques et Art contemporain. Parc des expositions, Paris France
- 1971 Maison de la radio, Paris France
- 1973 Galerie de l'Université, Paris France
- 1975   États-Unis 200. Aéroport Heathrow, Londres Grande-Bretagne / Galerie Begemann, Baden Baden Allemagne
- 1979   Omni-Arts.  Château Malou, Bruxelles Belgique / Petites sculptures, Kunst forum, Schelderode Belgique
- 1980   Accrochage 80. Le salon des Arts, Bruxelles Belgique / L'art en boîte. Galerie Alexandra Monett, Bruxelles Belgique
- 1981   Art et techniques.  Château Malou, Bruxelles Belgique / Abbaye de Forest, Bruxelles Belgique / Du Masque au miroir. Galerie Alexandra Monett, Bruxelles Belgique / Livres d'artistes, galerie Aubes Montréal Canada
- 1982   Du visage au signe. Université libre de Bruxelles Belgique / Mise en boîte. Maison de la culture de Namur Belgique / Autoportraits. Galerie Alexandra Monett, Bruxelles Belgique / Archéologie imaginaire. L'Autre Musée, Bruxelles Belgique / Saint François d'Assise. Tourinne-la-grosse Belgique
- 1983   L'art et la mort. Galerie Charmy l'Envers, Paris France / Art et Papier.  Théâtre national de Belgique et maison de la culture de Namur Belgique / Traces. Galerie Alexandra Monett, Bruxelles Belgique / Souvenirs de voyage. L'Autre Musée, Bruxelles Belgique / Mise en boîte.  Grand théâtre de Verviers  Belgique/ Biennale internationale "Petits formats de papier, Cul des Sart Belgique / Aspects de la sculpture contemporaine. Espace City II, Bruxelles Belgique
- 1984   Les coulisses du théâtre belge. Musée de l'histoire de l'homme, Bruxelles Belgique / Mise en boîte.  Centre Wallonie Bruxelles, Paris France / Griffes-Traces-Empreintes. Cul des Sarts Belgique / Arts premiers dans les ateliers d'artistes. Espace City II Bruxelles Belgique / Biennale de la critique 1984 à l'ICC, Anvers Belgique / Surface sculpturale. Atelier 340, Bruxelles Belgique / Les bêtes. L'Autre Musée, Bruxelles Belgique / Fête de la Saint Martin, Ferme du Gourli, Tourinne-la-Grosse Belgique / Parures et vêtements d'artiste. Espace City II, Bruxelles Belgique
- 1985   L'image et la parole. Maison de la culture d'Anderlecht, Bruxelles Belgique / De l'animal et du végétal dans l'art belge contemporain. Atelier 340, Bruxelles Belgique / Biennale internationale "Petits formats de papier, Cul des Sart Belgique / Tricentenaire de Jean Sébastien Bach, Tourinne-la-Grosse Belgique / Surface sculpturale. Galerie Zar, Varsovie Pologne
- 1986   50 dessins-50 sculptures. Maison de la culture de Namur Belgique / Masques dans l'art primitif et l'art contemporain. Festival de Patras Grèce / Intuition et mémoire. Atelier Sainte Anne, Bruxelles Belgique / Écritures détournées. La Vènerie, Bruxelles Belgique / La tour de Babel. Tourinnes la Grosse Belgique
- 1987   Stanze pour l'atelier européen. L'Autre Musée, Bruxelles Belgique / Abbaye de Saint Denis, Mons Belgique / De l'animal et du végétal dans l'art belge contemporain. Galerie Neue, Aix la Chapelle Allemagne / Mort et résurrection. Tourinnes la Grosse
- 1988   Bestiaire de l'imaginaire. La Vènerie, Bruxelles Belgique / Visages. Musée Saint Georges, Liège Belgique / Bâtons en appui au mur. Galerie Détours, Namur Belgique / De l'animal et du végétal dans l'art contemporain. Van ReeKum Museum Arnhem Pays-Bas
- 1989   Scénographie de peintres et de sculpteurs.  Théâtre National de Belgique, Bruxelles Belgique / Mémoires vivantes. Manuscrits d'artistes. Château Malou, Bruxelles Belgique / Maison de mes amis de Max van der Linden, Tourinnes-la-Grosse Belgique
- 1990   Six photographes - six sculpteurs. La Vènerie, Bruxelles Belgique
- 1992   Traces. Signes.  Écritures. Galerie Ipso, Bruxelles et musée d'art moderne de Liège Belgique / Nature - Sculpture. Parc Roi Baudouin, Bruxelles Belgique / Papier pluriel - Papier singulier. Maison de la culture de Tournai Belgique / Des sculpteurs et des arbres. Fondation européenne de la sculpture. Parc Tournay Solvay, Bruxelles Belgique / Les anges vus par cinquante artistes. Galerie Caroline Corre, Paris France / Représentation de la communauté française de Belgique.  Biennale des arts de Dakar   Sénégal / Cantiques des créateurs. Tourinnes-la-Grosse Belgique
- 1993   Wallonie - Bruxelles. Galerie Bab El Rouah, Rabbat Maroc / L'arbre.  Abbaye de Maubuisson et mairie de Saint Ouen l'Aumône France / Livres d'artistes. Galerie Caroline Corre, Mairie du VIII, Paris France / Livres d'artistes. Festival de Galways Irlande / Exposition internationale Petit format de papier. Galerie Pierre Hallet, Bruxelles Belgique / Arts pour la vie.  Musée d'art moderne de Bruxelles  Belgique / L'arbre.  Échevinat de l'environnement, La Louvière Belgique / Ex-Libris. Galerie Thorégny - Patricia Heuilliet, Paris France
- 1994  Le livre dans tous ses états- Europe. Bibliotheca Wittockiana, Bruxelles Belgique /Bijou - parure, parure - bijou. Maison de la culture de Tournai Belgique / Les mots dans la peinture. L'Autre Musée, Bruxelles Belgique / Carnets de Rabat. La Vènerie, Bruxelles Belgique / Parcours d'artistes. Les Glacières de Bruxelles Belgique / Nature en œuvre. Galerie Argile, Bruxelles Belgique / Livres d'artistes. Centre culturel Français à Bucarest Roumanie / Art Stavelot. Galerie Pierre Hallet Belgique / Les jardins secrets de Spa. Spa Belgique / Carnets de Rabat. Maison de la culture, Tournai. Belgique
- 1995  Bijou - parure. Musée des arts décoratifs, Genève Suisse / Bijou - parure. Musée des arts décoratifs, Budapest Hongrie / Écritures. Galerie Piatro, Saint Idesbald Belgique / Foire d'art actuel. Galerie Pierre Hallet, Bruxelles Belgique / Passagers de la terre. Galerie Béatrice Soulié, Paris France / 15 ans d'expositions. L'Autre Musée, Bruxelles Belgique / Autour de Jean de la Fontaine, Ferme du Gourli, Tourinnes-la-Grosse Belgique
- 1996  Les coups de cœur de l'œuf sauvage. Musée de la Halle Saint Pierre, Paris France / Le rêve est dans la boîte. Argentan France / Dialogue d'artistes. Foire du livre, Bruxelles Belgique / La Belgique a du talent. Bibliothèque de Watermael Boitsfort, Bruxelles Belgique / La lisière du trouble.  Musée Ingres Montauban France / Outre - Terre. CIRCA, Montréal Canada / Art contemporain 1969 - 1990. Saint Hubert Belgique
- 1998   L'œil à l'état sauvage. Musée de la Halle Saint Pierre, Paris France / Le rêve est dans la boîte.  Musée Labenche, Brive-la-Gaillarde France / Civilisations Imaginaires,  Musée de la Halle Saint Pierre, Paris France
- 1999   Nuit de l'imaginaire.  Abbaye de Villers-la-Ville  Belgique / Mise en boîte. Dieppe France / Les amours de Midas. Galerie Quadri, Bruxelles Belgique / Animal.  Musée Bourdelle, Paris France
- 2000   Messagers de la terre. Espace d'art contemporain Rur'Art, Rouillé France / Art Paris, Carrousel du Louvre galerie Pierre Hallet France
- 2001   Calligraphie. Musée de Chaumont France / 9th Contemporary Art Fair, Brussels Expo, galerie Pierre Hallet Belgique / Outsider Art Fair 2001, no 9, Galerie Jennifer Pinto Safian, New York  États-Unis
- 2002   L'œil à l'état sauvage. Galerie Berlioz, Sausset-les-Pins France / Le Lincoln center, New York États-Unis / Art Paris, carrousel du Louvre galerie Béatrice Soulié  France / Matières à réflexions.  Château Malou, Bruxelles Belgique / Bruxelles ma découverte, Watermael Boitsfort, Bruxelles Belgique
- 2003   Deuxième nature.  Musée Ianchelevici La Louvière, Belgique / Au-delà des corps. Biennale d'art contemporain d'Aix sur Vienne France / Chamans. Bibliothèque Aragon, Choisy-le-Roi France / Cabinets de curiosité. UCL, Bruxelles Belgique / Art africain et artistes. La Vènerie à Watermael Boitsfort, Bruxelles Belgique
- 2004   From one soil to another. Roseline Koener Gallery, Westhampton N.Y.  États-Unis / Salon de mai, Paris France / Métamorphose du livre.  Bibliothèque Forney, Paris biennale de Louvain-la-Neuve Belgique
- 2005   Boîtes. Galerie Graffitti, Montmorillon France / Exposition universelle, pavillon belge à Aichi Japon
- 2006     Esprit de la forêt.  Halle Saint Pierre, Paris France / Mosaïques 2006 Art contemporain. Port-Sainte-Marie près de Troyes France
- 2008   Image écrite. Galerie Indigo, Damme Belgique / Chamanismes et chamans. Galerie Graffitti, Montmorillon France / C'est notre terre.  Tour et Taxi, Bruxelles Belgique
- 2009   Approche végétale. Musée du pays d'Ourthe-Emblais France / Autour de l'arbre. Galerie Espace Venta, Liège Belgique / Salon de mai, Paris France / Claude Roffat, un parcours singulier. Espace d'art contemporain, Abbaye d'Auberive  France / Vingt ans vingt sculptures. Galerie Indigo, Damme Belgique
- 2010   C'est notre terre. Palais de la culture et la science, Varsovie Pologne
- 2013   L'arbre qui ne meure jamais. Musée d'art contemporain théâtre du sablon, Neuilly-sur-Seine France
- 2015   Hey act III. Halle Saint Pierre, Paris France / Rythmes d'écritures.  École des Beaux-Arts de Braine L'Alleud Belgique / Librairie du jardin des Tuileries, Paris France
- 2016    Équilibre, couleurs et matières.  Musée des Beaux-Arts Denys-Puech, Rodez France
- 2017    Jeunet Caro.  Halle Saint Pierre, Paris France / Opium. Espace d'art contemporain, Abbaye d'Auberive France
- 2018    Exil et résistance.  Abbaye de Beaulieu en Rouergue France / Galerie Artset, Limoge France
- 2019 Chapelle Saint Anne, Tours France / Galerie Artset, Limoge France
- 2021      J’aime les arbres. Galerie Retour de voyage, Isle sur la Sorgue France
- 2022 Exposition des Prix de la Fondations Taylor 2020-2021. Paris France

### Collections publiques et privées
Triptyque "Cantique à la mémoire d'un arbre" Musée d'art moderne de Bruxelles    Belgique
/ Ministère de la culture française, fédération Wallonie-Bruxelles Belgique
/ Musée Bibliotheca Wittockiana, Bruxelles Belgique
/ Musée d'art moderne de Gand Belgique
/ BAM - Musée des Beaux-Arts de Mons   Belgique
/ Centre d'art contemporain d'Anvers Belgique
/ The state Arizona state university Art collection  États-Unis
/ Cathédrale de Coventry   Grande-Bretagne
/ Académie de peinture et de sculpture de Shangaï   Chine
/ Musée d'Ixelles, Bruxelles Belgique
/ Maison communale de Tourinnes-la-Grosse   Belgique
/ Banque BNP Paribas, Bruxelles Belgique
/ Musée du petit format Belgique
/ Centre d'art contemporain de Montbéliard France
/ Maison communale de Watermael Boitsfort, Bruxelles Belgique
/ Bibliothèque de Watermael Boitsfort, Bruxelles Belgique
/ Centre d'art contemporain de l'Abbaye d'Auberive  France
/ Espace d'art contemporain de l'Abbaye de Beaulieu-en-Rouergue, Ginals France
/ Mairie de Mérignac - Bordeaux agglo  -   France
/ Espace Mémoire, Watermael Boitsfort, Bruxelles Belgique
/ Musée des Beaux-Arts Denys Puech, Rodez France
/ Musée la Fabuloserie, à Dicy France
/ Station de métro Albert, Bruxelles Belgique
/ L'Atelier Musée, Montpellier France
/ Bibliothèque nationale de France, Paris France
/ Musée Paul Valéry, Sète France
/ Musée du Gers, Abbaye de Flaran, Valence-sur-Baïse France
Dans l'espace public

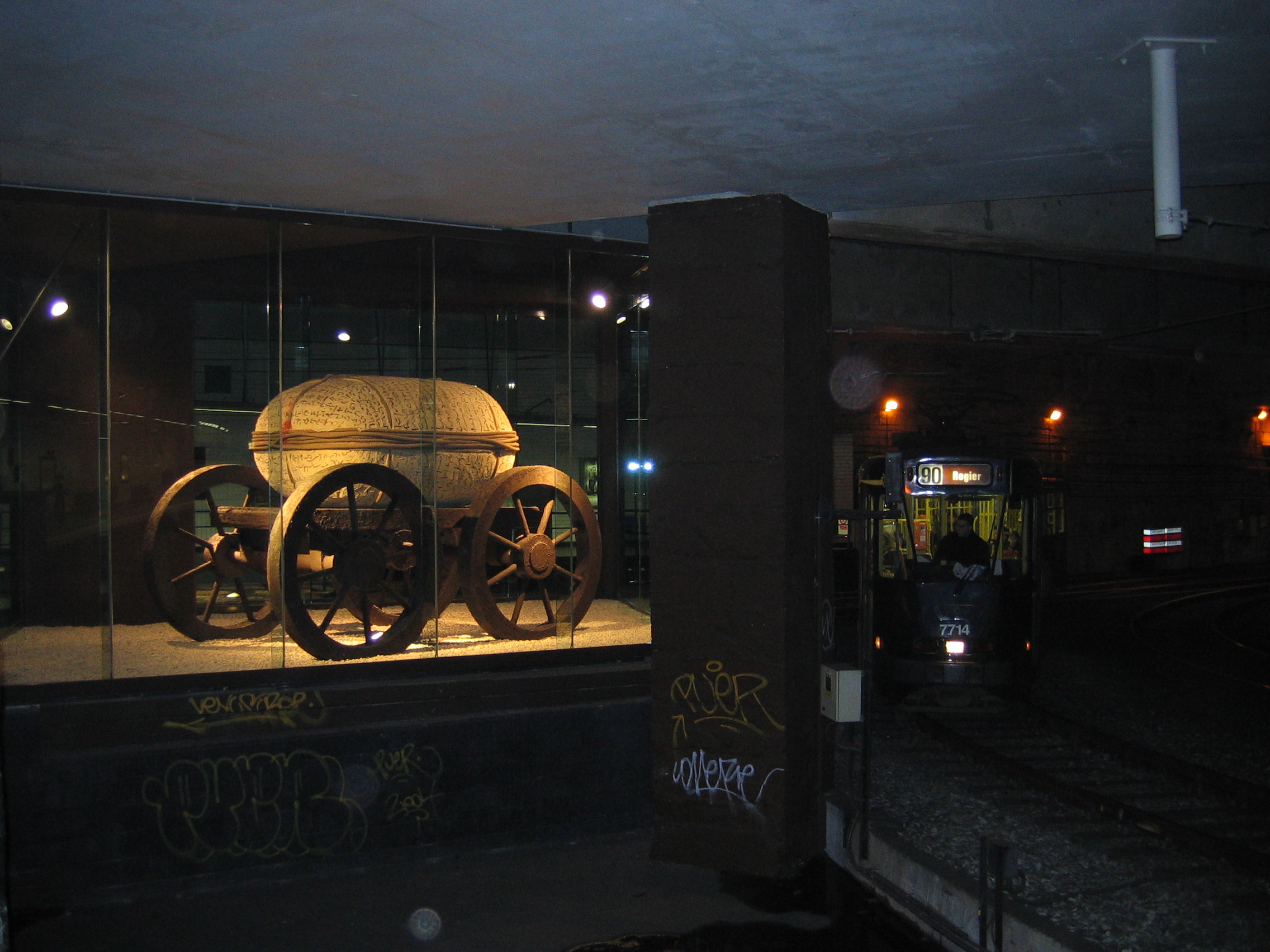
Chariot à mémoire, Métro Albert Bruxelles, 2004 Mixte média © Jephan de Villiers

En 2021, la sculpture monumentale Les Âmes-oiseaux est installée dans le port de Mortagne-sur-Gironde. Les Âmes-oiseaux veillent sur l'estuaire et l'océan comme elles le font déjà depuis 1998 sur la forêt de Soignes à Watermael-Boitsfort Bruxelles.

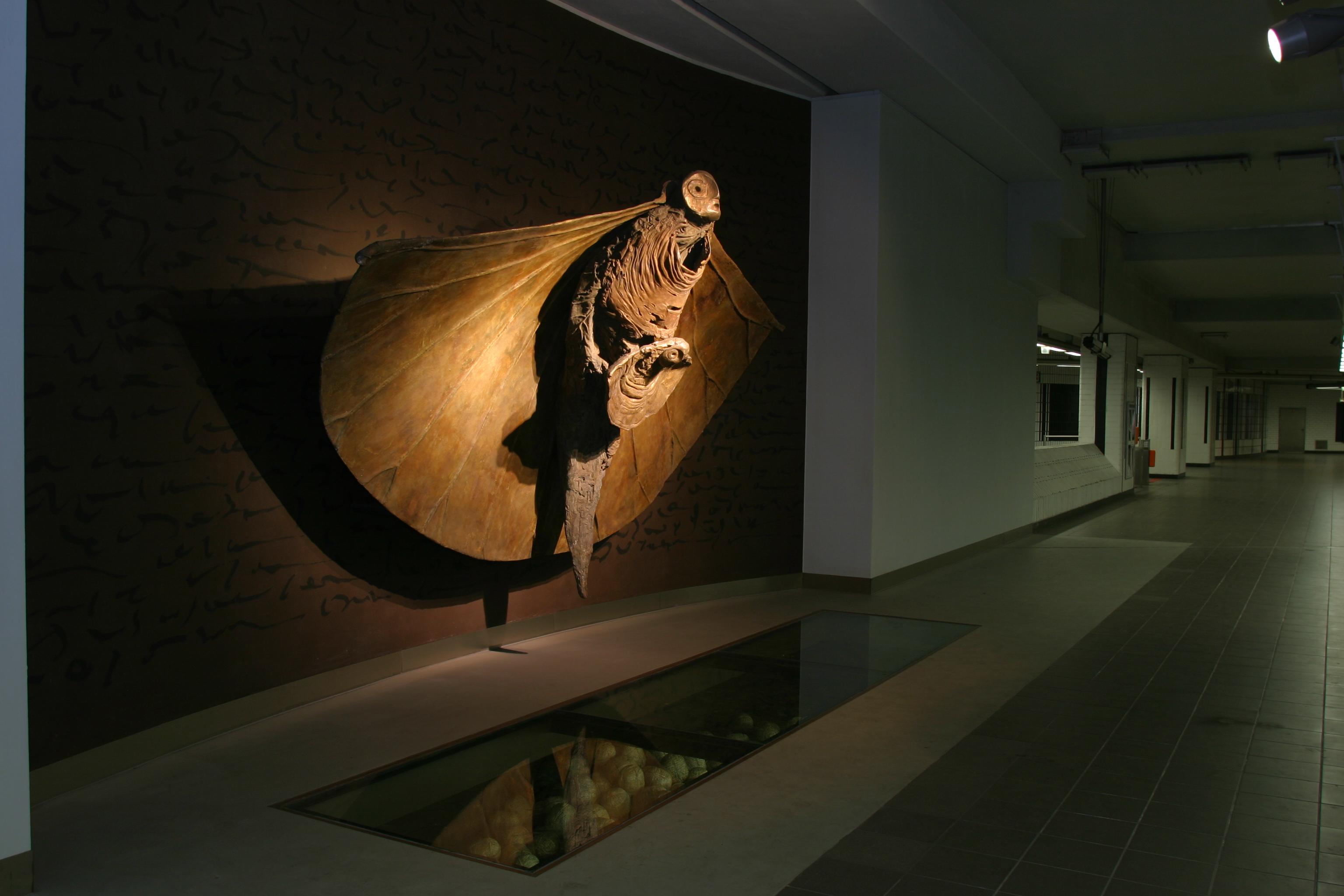
J'ai vu la forêt s'envoler 2004 Bronze © Jephan de Villiers

En avril 2004, deux sculptures monumentales J'ai vu la forêt s'envoler accompagnées de 210 Fragments de mémoire et Le Chariot à mémoire sont inaugurées à la station de métro Albert à Bruxelles.

## Quelques spectacles - films

### Spectacles
- L’enfant qui… Création Théâtre d’1 jour, 2e Prix du festival d’Edimbourg 2015. Spectacle inspiré de l'univers de Jerphan de Villiers Mise en scène Patrick Masset
- Poésie en Arbonie Création de Textes et Rêves et la Caravane des Poètes. Mise en scène Marie Poumarat
- La chambre des mémoires. Production Nouveau Théâtre de Belgique, Chapelle des Brigittines. Bruxelles. Chorégraphie de Michèle Swennen. Scénographie de Jephan de Villiers
- La cantate à trois voix de Paul Claudel Nouveau Théâtre de Belgique Bruxelles. Mise en scène d' Henri Ronse, musique de Thanos Mikroutsikos et scénographie de Jephan de Villiers
- Mémoire de Pierre Nouveau Théâtre de Belgique, Anvers. Bruxelles. Chorégraphie de Michèle Swennen et scénographie de Jephan de Villiers
- La chair de l'homme Création d'Aurélia Ivan. Spectacle inspiré de l'univers du sculpteur Jephan de Villiers

### Films - Radios
- Portrait Jephan de Villiers.   Champs libres média. Art plastique. Le magazine TV, France 2019
- Jephan de Villiers, veilleur du bord du monde. Terra Artistika, France 2018
- Voyage en Arbonie - Jephan de Villiers par Eric Lacasa, France Culture L'atelier de création radiophonique, 1997

## Prix et Distinctions
- 1978 Grand prix humanitaire de France, médaille d'argent France  / Premier prix du festival d'art de Saint Germain des prés. France / Mérite Belgo-Hispanique avec palme d'or. Promotion Reine Fabiola Belgique / Grand prix Rubens, Anvers Belgique
- 2001 Citoyen d'honneur de Watermael Boitsfort, Bruxelles Belgique
- 2009 Premier prix du Salon de Mai - sculpture - Paris France
- 2012   Prix de la Haute Saintonge de l’Académie de Saintonge France
- 2017   Prix de sculpture 2017 de l'Institut de France - prix Simone et Cino Del Duca sur proposition de l'académie des Beaux-Arts
- 2021   Prix de sculpture Taylor de la Fondation Taylor, Paris France